# Arthrobotrys superba
Espèce
Synonymes
Didymozoophaga superba (Corda) Soprunov & Galiulina; 1951
Arthrobotrys superba est une espèce de champignons de la classe des Orbiliomycetes. C'est l'espèce type de son genre.

## Noms en synonymie
- Arthrobotrys superba var. oligospora (Fresen.) Coemans (1863), un synonyme de Arthrobotrys oligospora Fresen., 1850.